# 화웨이 어센드 메이트
화웨이 어센드 메이트(영어: HUAWEI Ascend Mate)는 화웨이에서 제작한 안드로이드 패블릿 스마트폰이다. 출시당시 안드로이드 4.1 젤리빈을 탑재하였다. 출시 당시는 가장 큰 스마트폰이었지만, 삼성 갤럭시 메가 6.3이 출시되어 세상에서 가장 큰 스마트폰기록을 내주었다.

## 특수 기능

### 카메라 기능
AutoFocus, HDR 사진을 지원한다.

### 기타 기능

#### exFAT
exFAT포맷을 지원하여 용량이 4 GB이상인 파일을 사용할 수 있으며, 외장메모리에도 이 기술이 적용되었다.

## 출시국가

### LTE모델
- 중국
- 미국

그 외 다수 국가

## 색상
- 프리미엄 화이트